# 戴駁
戴駁（1488年—？），字允化，浙江台州府太平縣人，軍籍，明朝政治人物。

## 生平
正德五年（1510年）庚午科浙江鄉試第七十七名舉人。正德六年（1511年）中式辛未科會試第二百三十七名，登第三甲第九十六名進士。

## 家族
曾祖戴文衡；祖父戴世寬；父戴尚本，母胡氏。具慶下。